# 第57屆威尼斯影展
第57屆威尼斯影展於2000年8月30日至9月9日於義大利威尼斯舉行，伊朗導演賈法爾·帕納希執導的《生命的圓圈》獲得金獅獎。

## 評審團
- ／米洛斯·福曼：導演。(評審團主席)
- 珍妮佛·傑森·李：演員。
- 莎米拉·馬克卡巴夫（英语：Samira Makhmalbaf）：導演。
- 塔哈爾·本·傑隆：詩人、作家。
- 朱塞佩‧貝托魯奇（英语：Giuseppe Bertolucci）：導演。
- 克勞德·夏布洛：導演。
- 安德烈亞斯·基爾（德语：Andreas Kilb）：影評人。

## 官方單元

### 正式競賽
以下電影被選定為競賽片：
| 中文片名         | 原文片名                  | 導演                    | 國家或地區                  |
| ---------------- | ------------------------- | ----------------------- | --------------------------- |
| 《在夜幕降臨前》 | Before Night Falls        | 朱利安·許納貝           | 美国                        |
| 《百步追擊令》   | I cento passi             | 馬可·圖里歐·喬達納      | 義大利                      |
| 《純真曲》       | Comédie de l'innocence    | 拉烏·盧伊茲             | 法國                        |
| 《生命的圓圈》   | دایره                     | 賈法爾·帕納希           | 伊朗、 義大利、 瑞士        |
| 《牙齒》         | Denti                     | 加布里耶勒·薩勒瓦托勒斯 | 義大利                      |
| 《浪漫醫生》     | Dr. T & the Women         | 勞勃·阿特曼             | 美国、 德国                 |
| 《暗夜魅惑》     | O Fantasma                | 朱奧·佩德洛·羅德利蓋斯  | 葡萄牙                      |
| 《自由之歌》     | Laisvė                    | 夏魯納斯·巴塔斯         | 立陶宛、 法國、 葡萄牙      |
| 《女神1967》     | The Goddess of 1967       | 羅卓瑤                  |                             |
| 《童言有忌》     | Liam                      | 史蒂芬·佛瑞爾斯         | 英国、 德国、 義大利、 法國 |
| 《聖靈的舌頭》   | La lingua del santo       | 卡洛·馬薩庫拉帝         | 義大利                      |
| 《榴槤飄飄》     | 《榴槤飄飄》              | 陳果                    | 香港                        |
| 《縱情四海》     | The Man Who Cried         | 莎莉·波特               | 英国、 法國                 |
| 《文字與烏托邦》 | Palavra e Utopia          | 曼諾·迪·奧利維拉        | 葡萄牙                      |
| 《游擊隊員強尼》 | Il partigiano Johnny      | 吉多·切薩               | 義大利                      |
| 《給馬修》       | Selon Matthieu            | 札維耶·波瓦             | 法國                        |
| 《漂流慾室》     | 섬                        | 金基德                  |                             |
| 《摔角選手》     | উত্তরা                      | 布達哈布·達斯古塔       | 印度                        |
| 《殺手的童貞》   | La virgen de los sicarios | 巴貝·施洛德             | 哥伦比亚、 西班牙、 法國    |
| 《站台》         | 《站台》                  | 賈樟柯                  | 中国、 法國、 日本          |

## 得獎名單

### 正式競賽單元
- 金獅獎：《生命的圓圈》 - 賈法爾·帕納希
- 評審團特別獎：《在夜幕降臨前》 - 朱利安·許納貝
- 最佳導演銀獅獎：布達哈布·達斯古塔（英语：Buddhadeb Dasgupta） - 《摔角選手》
- 最佳男演員獎：哈維爾·巴登 - 《在夜幕降臨前》
- 最佳女演員獎：蘿絲·拜恩 - 《女神1967（英语：The Goddess of 1967）》
- 傑出藝術貢獻獎(最佳劇本)：《百步追擊令（義大利語：I cento passi）》

### 會外獎項
- 費比西國際影評人獎：《生命的圓圈》 - 賈法爾·帕納希

## 外部連結
- 官方网站